# Christoph Schwarz
Christoph Schwarz (ur. w 1959 r.) – niemiecki skoczek narciarski reprezentujący RFN. Najlepsze wyniki w Pucharze Świata osiągnął w sezonie 1981/1982, kiedy zajął 23. miejsce w klasyfikacji generalnej.
Wystąpił na Mistrzostwach Świata w Oslo, ale bez sukcesów. Zajął 4. miejsce w 30. Turnieju Czterech Skoczni.

## Puchar Świata w skokach narciarskich

### Miejsca w klasyfikacji generalnej
- sezon 1980/1981: 64
- sezon 1981/1982: 23

## Mistrzostwa Świata
- Indywidualnie
  - 1982 Oslo (NOR) – 26. miejsce (normalna skocznia)